# まちづくり交付金
まちづくり交付金（まちづくりこうふきん）は、地域の歴史・文化・自然環境等の特性を活かした個性あふれるまちづくりを実施し、全国の都市の再生を効率的に推進することにより、地域住民の生活の質の向上と地域経済・社会の活性化を図るため、創設された制度。
2004年度に創設され、2010年度からは、社会資本整備総合交付金に統合された。